# Thiophanat-methyl
Thiophanat-methyl ist eine chemische Verbindung aus der Gruppe der Carbamate und Benzimidazolderivate. Es wurde 1970/1971 von  Nippon Sōda auf den Markt gebracht.

## Gewinnung und Darstellung
Thiophanat-methyl kann durch Reaktion von Chlorameisensäuremethylester mit Kaliumthiocyanat und anschließende Reaktion des Zwischenproduktes mit o-Phenylendiamin gewonnen werden. Wird bei der Reaktion anstelle des Methylesters der Ethylester verwendet, entsteht das verwandte Thiophanat-Ethyl.

## Eigenschaften
Thiophanat-methyl ist ein brennbarer hellbrauner Feststoff mit schwachem Eigengeruch nach Schwefeldioxid, der praktisch unlöslich in Wasser ist. Bei Raumtemperatur ist es beständig gegenüber Luft und Licht und es ist stabil in saurem Milieu. Es zersetzt sich jedoch im Alkalischen sowie unter Einwirkung von starken Oxidationsmitteln und Peroxiden.

## Verwendung
Thiophanat-methyl wird als Wirkstoff in Pflanzenschutzmitteln verwendet. Es ist ein fungizider Wirkstoff und ist in Deutschland seit 2009 für die Indikation Ährenfusariosen in Weizen und Triticale zugelassen. Seine Primärwirkung verursacht das Abbauprodukt Carbendazim, das als β-Tubulin-Inhibitor die Zellteilung stört.

## Zulassungsstatus
In der Europäischen Union wurde der Wirkstoff Thiophanatmethyl mit Wirkung vom 1. März 2006 für Anwendungen als Fungizid zugelassen. Am 15. Oktober 2020 trat die Durchführungsverordnung (EU) 2020/1498 in Kraft. Diese regelt, dass die Zulassung des Wirkstoffs Thiophanat-methyl in Pflanzenschutzmitteln nicht mehr erneuert wird. Demzufolge mussten die Mitgliedstaaten der EU die Zulassung für den Wirkstoff bis 19. April 2021 widerrufen. Aufbrauchfristen endeten spätestens am 19. Oktober 2021.
Am 1. Juli 2021 wurde die Zulassung von Thiophanat-methyl auch in der Schweiz widerrufen. Hier wurde die Abverkaufsfrist auf den 30. September 2021 und die Aufbrauchfrist auf den 31. Dezember 2021 festgelegt.
Thiophanat-methyl war seit 1972 in der BRD und seit 1974 in der DDR zugelassen.

## Sicherheitshinweise
Thiophanat-methyl führt durch die Reduktion von Schilddrüsenhormonen und eine erhöhte TSH-Konzentration zu Schilddrüsenhyperplasien.